# Тлустый, Пётр Павлович
Пётр Павлович Тлустый (1929—1997) — бригадир тракторной бригады колхоза «Украина» Городокского района Хмельницкой области Украинской ССР. Герой Социалистического Труда (23.06.1966).

## Биография
Родился 28 января 1929 года в селе Лесоводы Городокского района Проскуровского округа Украинской ССР (ныне Городокского района Хмельницкой области, Украина) в крестьянской семье. Украинец.
Трудовой путь Пётр начал в 14 лет ездовым. Мальчишкой в войну работал сцепщиком. После освобождения района от немецкой оккупации окончил вечернюю школу и курсы при машинно-тракторной станции (МТС). Восстанавливал разрушенное войной народное хозяйство, работал трактористом. Позднее был назначен бригадиром тракторной бригады колхоза «Украина» Городокского района Хмельницкой области. Бригада Тлустого постоянно добивалась успехов в повышении урожайности сельскохозяйственных продуктов.
Указом Президиума Верховного Совета СССР от 23 июня 1966 года за успехи, достигнутые в увеличении производства и заготовок пшеницы, ржи, гречихи, проса, риса, кукурузы и других зерновых и кормовых культур, Тлустому Петру Павловичу присвоено звание Героя Социалистического Труда с вручением ордена Ленина и золотой медали «Серп и Молот».
В дальнейшем вышел на заслуженный отдых.
Умер 6 декабря 1997 года. Похоронен в Городокском районе Хмельницкой области Украины.

## Награды
- Золотая медаль «Серп и Молот» (23.06.1966);
- орден Ленина (23.06.1966)
- Медаль «В ознаменование 100-летия со дня рождения Владимира Ильича Ленина»
- Медаль «За доблестный труд в Великой Отечественной войне 1941—1945 гг.»
- Медаль «За трудовое отличие» (01.03.1965)
- и другими
- Отмечен дипломами и почётными грамотами.